# クラッシャーカズヨシ
『クラッシャーカズヨシ』は、2005年に撮影された日本映画。以後、「妄想毒殺シリーズ」と銘打ってシリーズ化された。

## 概要
ものまね芸人レイパー佐藤が、本名の「佐藤文則」名義で監督した自主制作映画である。
主演は酒井一圭。
製作のきっかけは新宿クレイジーナイトで佐藤のステージを客としてたまたま酒井が観てしまったことに始まる。翌日酒井が友人のBOOMER・河田貴一に「レイパー佐藤って知ってる?昨日観たんだけど凄いね!」と話をしたところ、河田の紹介で数日後、当時河田がパーソナリティを務めていたチャット番組のゲストとして2人は顔を合わせることとなった。
熱心な特撮ファンであったレイパーの熱意に打たれ2人は意気投合。後日佐藤は酒井を自宅に招き、自身が福岡県大牟田市時代に8mmフィルムの自主映画として友人たちと作ったヒーロー映画「クラッシャーイサオ」と「クラッシャーフミノリ」を見せる。「クラッシャーフミノリ」は当時フジテレビ系で放送されていた『オレたちひょうきん族』の「のりおの任せなさい」のコーナーに佐藤本人が投書、実際に西川のりおらひょうきん族スタッフが大牟田にやってきて出演、その模様は全国ネットでOAされたというものである。
実直な映画制作の姿勢に共感した酒井は佐藤に20年振りのメガホンを取ることを進言。主演は自分がやる、仲間たちも呼ぶと言い「クラッシャーカズヨシ」制作が決定した。当初は50分程度の作品になる予定であったが、レイパーと酒井の呼び掛けに応えノーギャラにもかかわらず俳優や芸人、スタッフが大挙集結。終わってみれば4時間弱の全5部作の超大作となった上、2007年には『クラッシャーカズヨシ 〜怒る〜』、スピンオフ作品として短編『クラッシャータケる』まで製作することとなった。
2007年4月13日、シリーズ2作目『クラッシャーカズヨシ 〜怒る〜』の撮影中のジャンプアクションの着地の際に酒井が右足首を複雑骨折（右足首脱臼骨折）を発症し即日入院。続編の撮影は一時中断したが、酒井は40日の入院生活後退院してリハビリを経て復帰している（なお2008年5月に再度ボルト摘出のため入院）。
2008年1月12日、『クラッシャーカズヨシ 〜怒る〜』の第1章を公開（最終章の公開は同年11月22日）。
2008年2月9日、『クラッシャータケる』公開。

## キャスト
- クラッシャーカズヨシ：酒井一圭
以前はヒーローチームで鬼と戦っていた。自らが社長を勤めるちゃんこ屋「我王」の借金を返すべく、資金調達の為に始めたアルバイトで課せられた「100人の悪を滅ぼす」という過酷なミッションに挑む。女に惚れ易く、信じ易く、騙され易いのが弱点。いささかぽっちゃり気味のお腹が特徴。
- タケル店長 = クラッシャータケル：柴木丈瑠
ちゃんこ屋「我王」の店長。クラッシャーカズヨシのヒーロー時代からの仲間である。平和ボケしたので戦闘力はライダーマン並み。「タケる」の表記になることもある。
- Cちゃん：児玉多恵子
「我王」の美人店員。クラッシャーカズヨシの想い人。
- 赤郷龍一郎：西岡竜一朗
かつて悪の組織とも戦っていた元レスキュー隊員のお金持ち。クラッシャーカズヨシの名付け親でもあり、彼に100人の悪を倒す使命を与えた。
- クラッシャーフミノリ：佐藤文則
- 怪人マギーラ：マギー審司
- クチビールげ：HIRO（安田大サーカス）
- ドラ猫ひろし：猫ひろし
- 怪人電撃ダーツ：南部虎弾（電撃ネットワーク）
- きいちご屋：河田貴一（BOOMER）
- イセオ：伊勢浩二（BOOMER）
- 安田安右衛門：安田和博（デンジャラス）
- サギくまイチロー：大隈いちろう
- アゴ伯爵：あご勇
- 火星婦ハミダ：中島マリ
- ヤダワ永吉：矢沢栄作
- アントキも猪木：アントキの猪木
- ダース・アツコ：ATSUKO（浅野温子のそっくりさん芸人）
- アクマリア：夢野まりあ
- スペース番長：リトル清原
- クローン玉置コージFX：玉置工事中
- レプリカントタイガー：ふじきみつぐ
- イマカラ秀樹：いまさら秀樹
- つんぐ：平田幹裕
- サブタロー：ダンキー
- 水木二郎：東郷淳
- あんぱん屋：東郷DOMEさ
- あきば君：すだち
- 怪人マッチャマン：まっちゃま
- 怪人ノリカエル：なみえ（ちむりん）
- ミステラ：ミステラ
- いまさら怪人シジミリン：しじみ
- 妖女オモウツボ：すなほ
- サソリ・ザ・オカマ：飯村徳誉志（美川憲一のそっくりさん芸人）
- 巨食女むきこ：きむこ
- ホストのリュー：RYU（土浦'S）
- 怪人ピルカメレオン：ジョニー（土浦'S）
- 煙うる人：川畑健介（土浦'S）
- イヌ怪獣：ヤンさん
- 妖怪イチゴヒメ：いちご姫
- 怪人トリ男：矢部雅仁
- びら星人：モト直樹
- アゴジュニア：リッキー
- 妖女タカール：山田さん
- にせクラッシャーカズヨシ：横塚孝弘（東映プロデューサー）
- にせクラッシャーカズヨシの手下：山根大輔
- にせクラッシャーカズヨシの子分：加山隆大
- きいちご屋丸兵：丸林良彰
- 金怪人カネクレージー：安斎レオ
- パクリンガ星人：加藤礼次朗
- 落書き怪人ブンタ：内野惣一郎
- 怪人フグ屋の若大将：河崎実
- シシレッド：宍戸勝
クリスタルなパワーでクラッシャーカズヨシのマシーンを修理してくれる。
- 孝祐店長：今井孝祐
- カウント・シマ：正岡邦夫
- ミズノ・フェット：古賀亘
- バッタ屋ダバダ：小川信行
- ナオキン・スカイレーサー:増島愛浩
- マツリ先生：柴田かよこ
- ポテム：岳美
カズヨシやタケルがヒーローチームの一員だった頃の身元引受人。彼ら同様平和ボケしており、大好きなお酒と合コンに明け暮れる 毎日。
- 江津悦子：斉藤レイ
- スモモモモモモモモレンジョー：鈴木美潮
変身する男にしか興味ないが、クラッシャーカズヨシに諭され普通のおじさんと結婚する。
- マイク・ベルお：マイク・ベルナルド
- 後藤ジョッキー、長州小々力：後藤浩輝
- 高山さん：高山善廣
- デーヒネーター：和泉宗兵
西暦3000年の世界から時間保護局が送り込んだ殺人ロボット。半裸。しかし露出している肌はスペースジュラルミン製。
- 銀河78丁目の宇宙人：吉岡毅志
「根源的地上げ招来体」と呼ばれ、地球を我が物にしようとやって来た宇宙人。
- ギルスター：友井雄亮
かつては水泳の選手であったが、特殊な力を得て超人としての生き方を強いられた暴走族のリーダー。
- 総長ゴーライダー：白川裕二郎
暴走族ブラックテンプラーの総長。恵まれた筋肉でカズヨシの攻撃を受け付けない。剣術の達人でもある。桑我泰蔵は実弟。
- 桑我泰蔵：姜暢雄
ゴーライダーの実弟。「神雷流剣術」に加え忍びの技にも秀でている。多彩な技を持った素浪人。
- ダダーシュタイン博士：大塚よしたか
- 世紀末獅子ノボルオウ：金子昇
クラッシャーカズヨシの永遠のライバル。赤を中心とした派手な風体。カズヨシをなぜか「ブラック」と呼ぶ。

他多数。

## あらすじ

### クラッシャーカズヨシ
エピソード1
酒井が店長のちゃんこ屋が爆発した。ちゃんこ屋再建のため酒井はクラッシャーカズヨシに変身する。
エピソード2
100人の悪者を倒すため、猫怪人などの強敵と戦うクラッシャーカズヨシ。
エピソード3
未来から来たデーヒネーターと戦うクラッシャーカズヨシ。
エピソード4
クラッシャーカズヨシはクラッシャーブレスレットを手に入れてパワーアップする。
エピソード5
100人の悪者を倒したクラッシャーカズヨシ。

### クラッシャーカズヨシ 〜怒る〜
エピソード1
13人のクラッシャーが殺し合い、最後の勝者はどんな望みも叶う。クラッシャーバトルの始まりだ。
エピソード2
クラッシャーカズヨシは巨大ロボットを操って戦う。
エピソード3
殺しあったクラッシャー同士で力を合わせて巨悪と戦う。
エピソード4 “史上最大のクラッシャー”
最後の一人となったクラッシャーが願う望みとは!?

## 主題歌

### クラッシャーカズヨシ
- 「俺こそ正義だ!クラッシャーカズヨシ!」

作詞：佐藤文則、作曲：NARASAKI（COALTAR OF THE DEEPERS、特撮）、歌：クラッシャーフミノリwithクラッシャーカズヨシ
- エンディングテーマ「手紙」

作詞：酒井一圭、作曲：NARASAKI（COALTAR OF THE DEEPERS、特撮）、歌：クラッシャーカズヨシ
- 「ラジオドラマ・クラッシャーカズヨシ <ハイスクール編>」

脚本:佐藤文則
音響：NARASAKI（COALTAR OF THE DEEPERS、特撮）
出演：稲田徹、矢部雅仁、加藤めぐみ、大塚真梨子、レイパー佐藤、酒井一圭

### クラッシャーカズヨシ 怒る
- 「炎」

作詞:酒井一圭、作曲：NARASAKI（COALTAR OF THE DEEPERS、特撮）、歌：宮内タカユキ
- エンディングテーマ「WING」

作詞：鈴木美潮、作曲：DD、歌：超力吾郎
- 挿入歌「激流」

作詞:鈴木美潮、作曲:高取ヒデアキ、歌:鈴木美潮、コーラス:宮内タカユキ、宍戸勝